# Rio Potinga
Der Rio Potinga ist ein etwa 196 langer Nebenfluss des Rio Iguaçu im Süden des brasilianischen Bundesstaats Paraná.

## Etymologie und Geschichte
Der Rio Potinga wird in älteren Publikationen auch als Rio Putinga bezeichnet. Auf seinen ersten 40 Flusskilometern trägt er den Namen Rio Preto (deutsch: Schwarzer Fluss).

## Geografie

### Lage
Das Einzugsgebiet des Rio Potinga befindet sich auf dem Terceiro Planalto Paranaense (Dritte oder Guarapuava-Hochebene von Paraná). Es liegt im Gebiet nördlich des Iguaçu-Mittellaufs.

### Verlauf
Sein Quellgebiet liegt im Munizip Irati auf 806 m Meereshöhe 5 km nordwestlich der Ortschaft Guamirim in der Nähe der PR-364.
Der Fluss verläuft zunächst auf den ersten 20 Flusskilometern nach Norden und Osten, schwenkt dann für 10 Kilometer nach Südosten, um nach seiner Kreuzung mit der PR-364 den Rest seines Laufs in südlicher Richtung zu fließen.
Er fließt im Munizip São Mateus do Sul von rechts wenige Kilometer unterhalb der Mündung des Rio Negro in den Rio Iguaçu. Er mündet auf 768 m Höhe. Seine Mündung liegt 67 km südöstlich von seinem Ursprung. Er ist etwa 196 km lang.
Er ist entlang seines gesamten Laufs sehr windungsreich, wobei der Höhenunterschied zwischen Ursprung und Mündung nur 38 m beträgt.

### Munizipien im Einzugsgebiet
Am Rio Potinga liegen vier Munizipien:
- Irati (beidseits)
- Rebouças (beidseits)
- Rio Azul (rechts)
- São Mateus do Sul (beidseits)

Abseits vom Flusslauf selbst gehören noch die beiden Munizipien
- Mallet und

- Cruz Machado

zu seinem Einzugsgebiet.

### Zuflüsse
Die wichtigsten der Nebenflüsse sind:
rechts:
- Rio Água Quente (ab seinem Zusammenfluss mit dem Rio Preto heißt der Fluss Rio Potinga),
- Rio Azul
- Arroio da Cachoeira
- Arroio da Cachoeirinha
- Rio dos Carneiros oder Rio Cachoeira
- Arroio Grande

links:
- Rio da Barra
- Rio Bonito
- Rio Conceição
- Ribeirão Emboque
- Rio Poço Bonito
- Rio Riozinho
- Rio Turvo
- Arroio do Vôo

## Wirtschaft
Das Einzugsgebiet des Rio Potinga wird landwirtschaftlich extensiv genutzt.
Das Land ist dünn besiedelt, die sechs Munizipien verzeichnen gemäß den für 2021 vom IBGE amtlich geschätzten Einwohnerzahlen 30 Einwohner pro Quadratkilometer.